# La Clayette
La Clayette ([laklɛt]) és un municipi francès situat al departament de Saona i Loira i a la regió de Borgonya - Franc Comtat. L'any 2007 tenia 1.919 habitants.

## Demografia

### Població
El 2007 la població de fet de La Clayette era de 1.919 persones. Hi havia 958 famílies, de les quals 461 eren unipersonals (162 homes vivint sols i 299 dones vivint soles), 303 parelles sense fills, 141 parelles amb fills i 53 famílies monoparentals amb fills.
La població ha evolucionat segons el següent gràfic:
Habitants censats

### Habitatges
El 2007 hi havia 1.177 habitatges, 988 eren l'habitatge principal de la família, 54 eren segones residències i 135 estaven desocupats. 545 eren cases i 630 eren apartaments. Dels 988 habitatges principals, 446 estaven ocupats pels seus propietaris, 517 estaven llogats i ocupats pels llogaters i 25 estaven cedits a títol gratuït; 39 tenien una cambra, 125 en tenien dues, 222 en tenien tres, 348 en tenien quatre i 254 en tenien cinc o més. 673 habitatges disposaven pel capbaix d'una plaça de pàrquing. A 555 habitatges hi havia un automòbil i a 239 n'hi havia dos o més.

### Piràmide de població
La piràmide de població per edats i sexe el 2009 era:
| Homes | Edats   | Dones |
| ----- | ------- | ----- |
| 1     | 95 o +  | 8     |
| 8     | 90 a 94 | 24    |
| 26    | 85 a 89 | 59    |
| 13    | 80 a 84 | 21    |
| 55    | 75 a 79 | 86    |
| 31    | 70 a 74 | 85    |
| 79    | 65 a 69 | 78    |
| 56    | 60 a 64 | 82    |
| 49    | 55 a 59 | 54    |
| 64    | 50 a 54 | 55    |
| 59    | 45 a 49 | 71    |
| 38    | 40 a 44 | 57    |
| 67    | 35 a 39 | 54    |
| 62    | 30 a 34 | 61    |
| 96    | 25 a 29 | 75    |
| 54    | 20 a 24 | 62    |
| 46    | 15 a 19 | 49    |
| 43    | 10 a 14 | 45    |
| 47    | 5 a 9   | 39    |
| 32    | 0 a 4   | 39    |

## Economia
El 2007 la població en edat de treballar era de 1.097 persones, 782 eren actives i 315 eren inactives. De les 782 persones actives 710 estaven ocupades (379 homes i 331 dones) i 71 estaven aturades (25 homes i 46 dones). De les 315 persones inactives 130 estaven jubilades, 75 estaven estudiant i 110 estaven classificades com a «altres inactius».

### Ingressos
El 2009 a La Clayette hi havia 947 unitats fiscals que integraven 1.801,5 persones, la mediana anual d'ingressos fiscals per persona era de 15.899 €.

### Activitats econòmiques
Dels 193 establiments que hi havia el 2007, 3 eren d'empreses extractives, 11 d'empreses alimentàries, 1 d'una empresa de fabricació de material elèctric, 5 d'empreses de fabricació d'altres productes industrials, 8 d'empreses de construcció, 50 d'empreses de comerç i reparació d'automòbils, 8 d'empreses de transport, 17 d'empreses d'hostatgeria i restauració, 4 d'empreses d'informació i comunicació, 11 d'empreses financeres, 9 d'empreses immobiliàries, 21 d'empreses de serveis, 28 d'entitats de l'administració pública i 17 d'empreses classificades com a «altres activitats de serveis».
Dels 48 establiments de servei als particulars que hi havia el 2009, 1 era una oficina d'administració d'Hisenda pública, 1 gendarmeria, 1 oficina de correu, 5 oficines bancàries, 4 tallers de reparació d'automòbils i de material agrícola, 1 taller d'inspecció tècnica de vehicles, 1 autoescola, 1 paleta, 3 guixaires pintors, 2 lampisteries, 9 perruqueries, 2 veterinaris, 2 agències de treball temporal, 8 restaurants, 3 agències immobiliàries, 1 tintoreria i 3 salons de bellesa.
Dels 33 establiments comercials que hi havia el 2009, 2 eren supermercats, 1 una gran superfície de material de bricolatge, 7 fleques, 3 carnisseries, 1 una botiga de congelats, 3 llibreries, 5 botigues de roba, 1 una botiga de roba, 2 sabateries, 1 una botiga de mobles, 1 una botiga de material de revestiment de parets i terra, 2 perfumeries, 1 una perfumeria i 3 floristeries.
L'any 2000 a La Clayette hi havia 5 explotacions agrícoles.

## Equipaments sanitaris i escolars
El 2009 hi havia 1 hospital de tractaments de curta durada i 3 farmàcies.
El 2009 hi havia 1 escola maternal i 2 escoles elementals. La Clayette disposava de 2 col·legis d'educació secundària amb 304 alumnes.

## Poblacions més properes
El següent diagrama mostra les poblacions més properes.